# Olha Parchomenko
Olha Mychajliwna Parchomenko (ukrainisch Ольга Михайлівна Пархоменко, * 7. April 1928 in Kiew; † 5. Juli 2011 ebenda) war eine ukrainische Violinistin und Pädagogin.
Sie studierte 1945 bis 1950 am Kiewer Konservatorium bei David Berthier und setzte das Studium 1950 bis 1953 am Moskauer Konservatorium bei Dawid Fjodorowitsch Oistrach fort.
Sie nahm an folgenden Violinwettbewerben teil:
- 1952 am Wieniawski-Wettbewerb in Posen (3. Preis)
- 1955 am Marguerite-Long- und Jacques-Thibaud-Wettbewerb in Paris (2. Preis)
- 1956 am Mozart-Wettbewerb in Salzburg (1. Preis).

Olha Parchomenko unterrichtete von 1963 bis 1982 am Kiewer Konservatorium, seit 1982 am Minsker Konservatorium und später an der Sibelius-Musikakademie in Helsinki. Sie wurde mit den Würden des Ehrenprofessors des Kiewer Konservatoriums und des Verdienten Künstlers der Ukrainischen Sowjetrepublik ausgezeichnet.
Zu ihren Schülern gehören zahlreiche Violinisten, Kammermusiker und Konzertmeister, unter ihnen Wadim Brodsky.
Parchomenko trat mit Konzerten in Deutschland, Österreich, Frankreich, Island, Bulgarien, China, Mongolei, Syrien, dem Libanon und Ägypten auf.